# 236 هـ
236 هـ هي سنة في التقويم الهجري امتدت مقابلةً في التقويم الميلادي بين سنتي 850 و851.

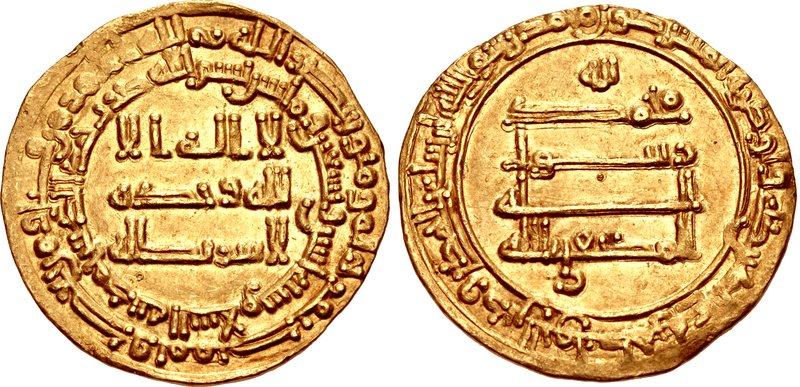
دينار عباسي في عهد علي المكتفي بالله

## مواليد
- أبو أحمد علي المكتفي بالله
- أبو كامل شجاع بن أسلم

## وفيات
- الأغلب بن عبد الله الأغلبي أمير صقلية.
- إبراهيم بن المنذر الخزامي
- ديك الجن
- مصعب بن عبد الله الزبيري
- جعفر بن حرب